# Akallastråket
Akallastråket är ett promenadstråk och en vandringsled  i Stockholms län med en total längd på cirka 18 km. Stråket går från Akalla via Husby, Kista, Ursvik, Råsunda, Huvudsta, Pampas Marina och Kungsholms strand till Gamla stan. Stråket är en av 19 vandringsleder kallade Gångstråk Stockholm. Akallastråket följer i stort sett Blå linjen i Stockholms tunnelbana, från Akalla till  Stortorget i Gamla stan. Stockholms stad har givit varje stråk ett passande motto. För Akallastråket lyder det: Från 1700-talsby till Stockholms Silicon Valley.

## Sträckning

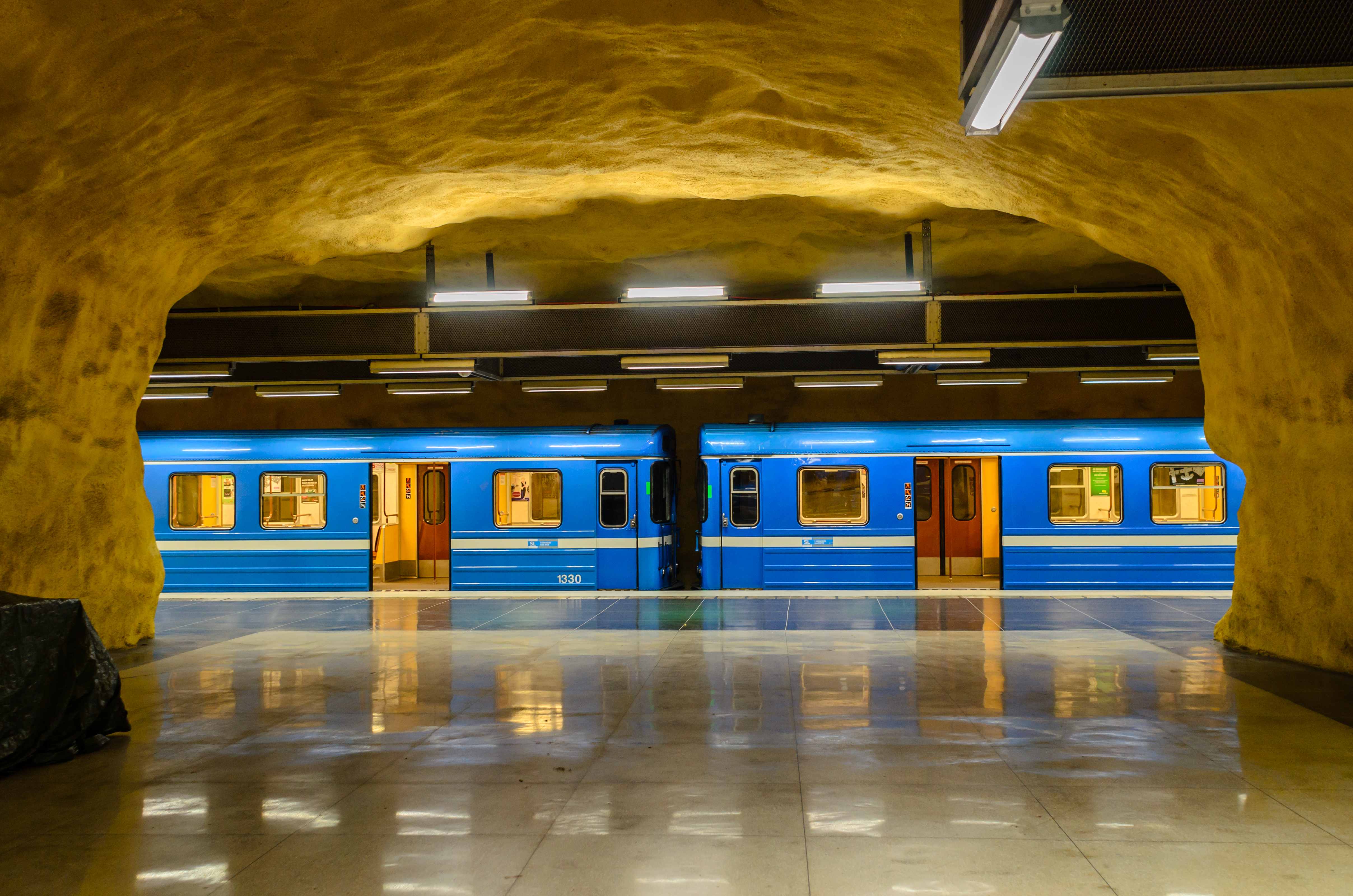
Start: Akalla tunnelbanestation.

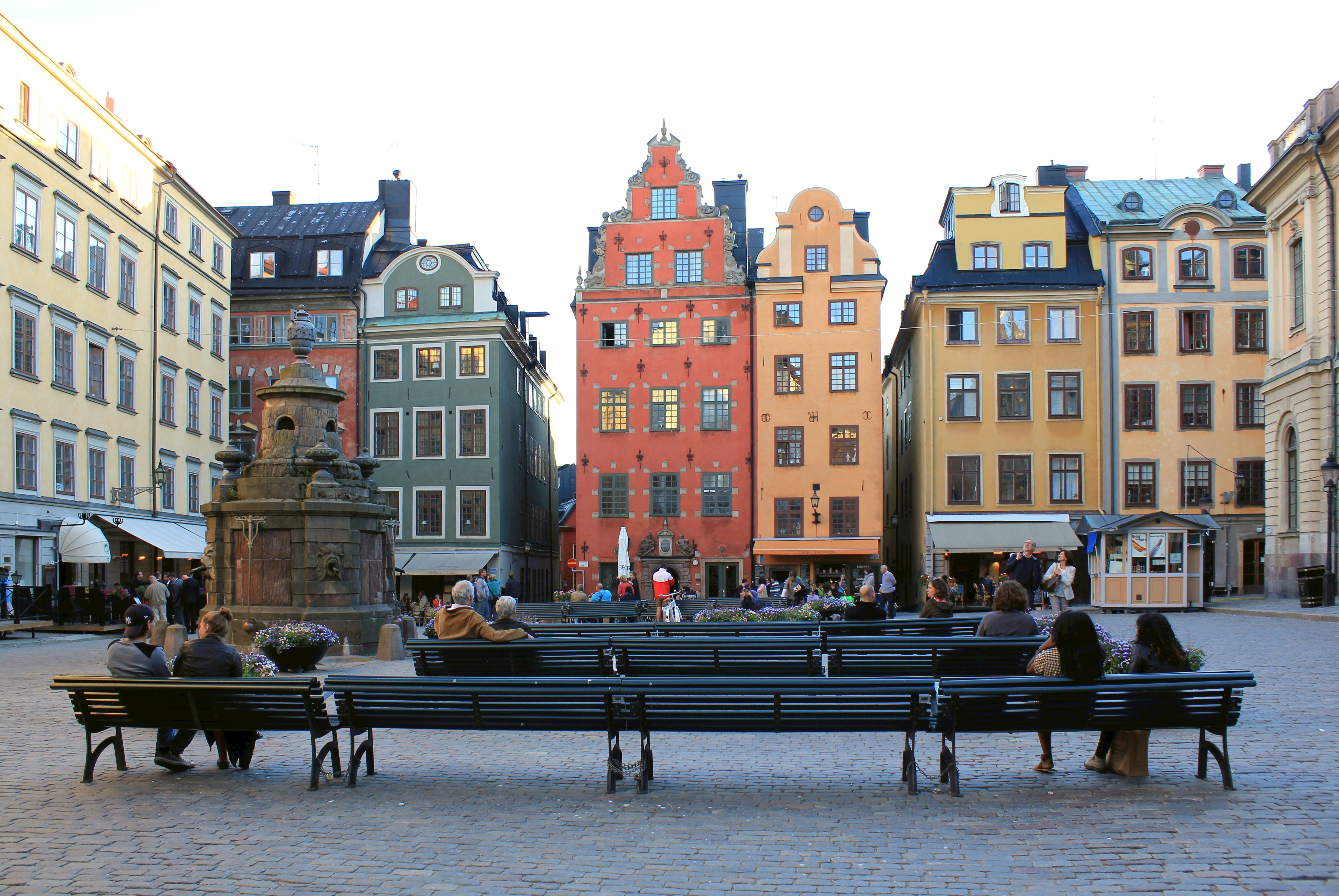
Mål: Stortorget i Gamla Stan.

Strax efter Akalla passerar Akallastråket Akalla by, en av Stockholmstraktens mest välbevarade bondbyar från 1700-talet. Leden fortsätter genom stadsdelarna Husby och Kista ("Stockholms Silicon Valley"). Därefter följer stråket stigar över ängsmarker och små skogsvägar genom blandskogsområden på Järvafältet, oftast nära den slingrande och meandrande Igelbäcken, med dess numera återställda våtmarksområden.
Efter skogspartiet vid Lilla Ursvik fortsätter vandringsleden mot Råstasjön, en känd fågellokal och ett populärt promenadstråk i Solna. Alldeles intill Råstasjön ligger Strawberry Arena, Sveriges nationalarena för herrlandslaget i fotboll och AIK fotbolls hemmaarena. I området Arenastaden, som omfattar Strawberry Arena, ligger även gallerian Mall of Scandinavia.
Stråket passerar Råsunda på små villagator, med delvis äldre villabebyggelse, och ett stadsdelsområde nära Solparken och Råsundavägen med flerbostadshus från förra sekelskiftet.
Från Solna Centrum går vandringsleden över Skytteholmsfältet till Ankdammsgatan där den gamla, kilometerlånga lindallén förbi Huvudsta Centrum, Huvudsta gamla slott och Huvudsta gård tar sin början. I slutet av allén, före strandpromenaden utmed Ulvsundasjön, ligger Hufvudsta Ridklubbs stall och Augustendals 4H-gård, som har djurhållning av svenska lantraser i närliggande, små hagar. Halvvägs mellan Huvudsta gård och Kungsholmen, nedanför det höglänta stadsdelsområdet Västra Skogen, ligger Pampas Marina. Härifrån fortsätter stråket under Karlbergsbron, en av Essingeledens många broar, över Ekelundsbron och utmed Kungsholmens norra strand.
Den sista etappen av Akallastråket, som är både strand- och stadsnära, följer Karlbergskanalen, Karlbergssjön, Barnhusviken och Klara sjö till Riddarfjärden. På andra sidan Karlbergssjön ligger Karlbergs slott med dess slottspark. Vid Barnhusviken, mellan S:t Eriksbron och Barnhusbron, ligger S:t Eriksområdet, ett av Stockholms innerstads största bostadsprojekt under 1990-talet. Efter Bolinders plan, där en gång i tiden stranden kantades av Bolinders verkstäder, passerar stråket Serafimerlasarettet, som var Sveriges första sjukhus.
Leden lämnar Kungsholmen vid Stockholms stadshus och går vidare över Centralbron och Riddarholmen till Gamla stan och slutdestinationen Stortorget.

## Kultur och arkitektur
Järvafältet har under lång tid varit kulturpåverkat. Nära Akalla, vid Hästa gård,  ett av världens största stadsjordbruk, har marken brukats sedan vikingatiden. Akalla by har rötter från bronsåldern. Kulturlandskapet är rikt på fornminnen och runstenar, t.ex. Eggebystenen vid Eggeby gård.
Att följa Akallastråket innebär en vandring genom vitt skilda epoker. Arkitektur och byggnadsstilar sträcker sig från 1200-talet (Storkyrkan i Gamla stan) till nutid. Såväl slott och kyrkor, röda stugor och lador, äldre och nyare stadsbebyggelse, miljonprogrammets skivhus och lamellhus, samt 2000-talets stora arenor och gallerior kan beskådas.

## Natur
Akallastråket går genom ett gammalt odlingslandskap och har inslag av avgränsade hag-, betes- och ängsmarker, samt uppvuxna och bitvis kuperade bär- och svampskogar.
Floran är rik, det finns en slåtteräng i den nordligaste delen av den öppna marken i Västerjärva, och gott om torrbackar samt beteshagar med lågväxt ängsflora.
Fågellivet i dalgången utefter Igelbäcken och i Råstasjön är mycket rikt. Nära Hästa gård ligger Hästa damm, en konstgjord groddamm. I landskapet syns ofta rådjur och småvilt. Vid våtmarkerna kring Igelbäcken kan man se att bävrar har gnagt och fällt träd.  

## Bilder

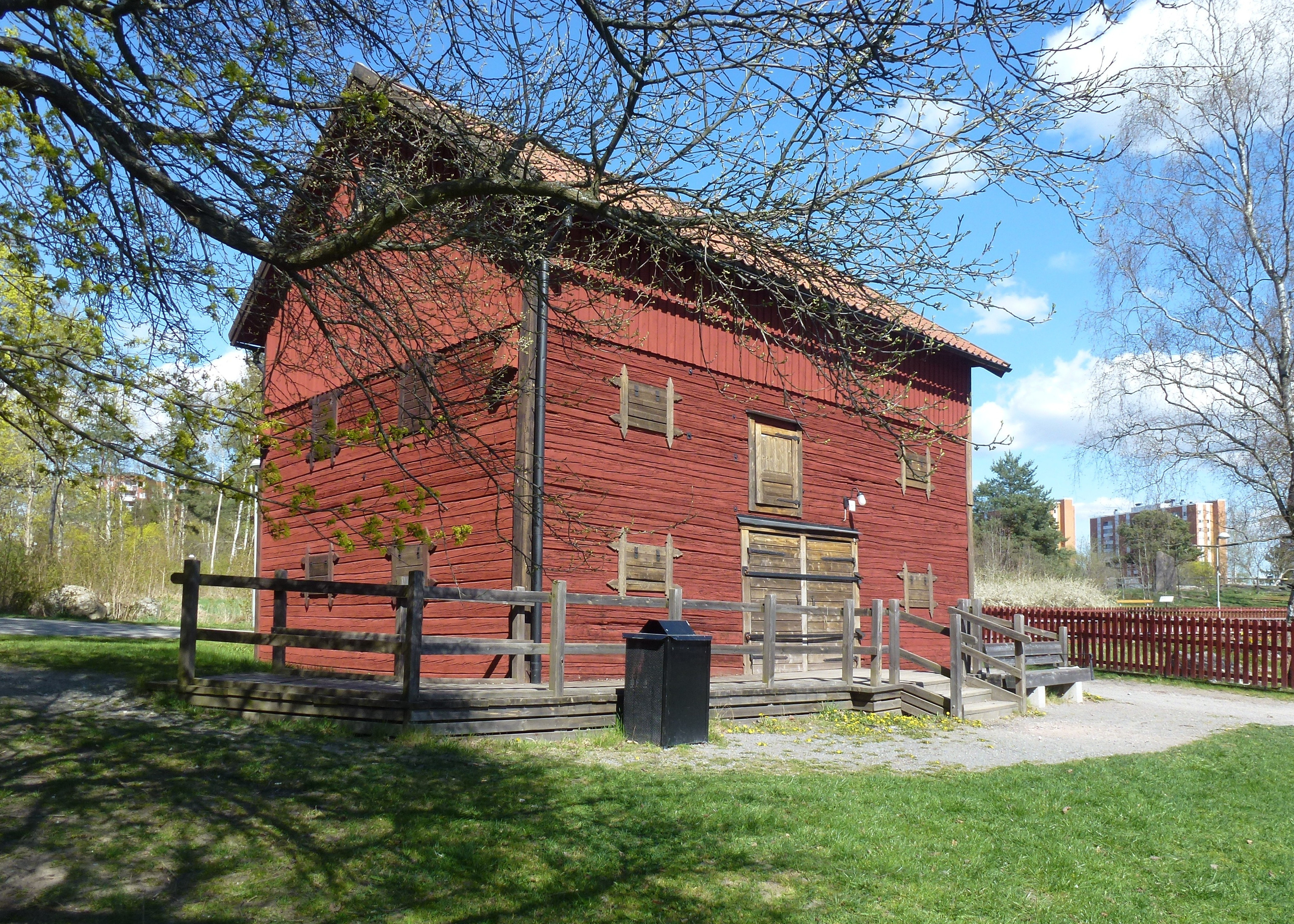
Gammalt sädesmagasin i Akalla by
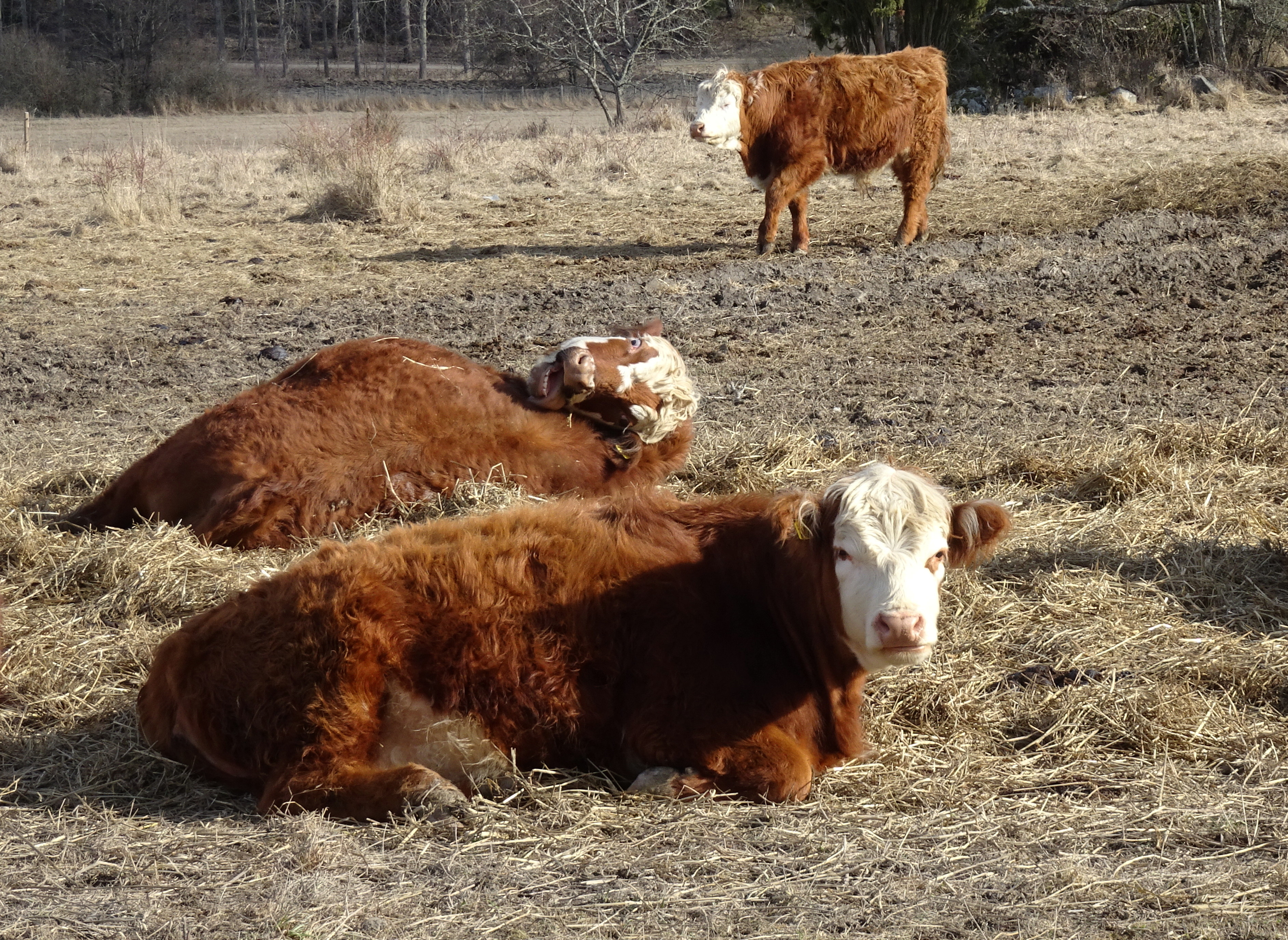
Ungdjur vid Hästa gård
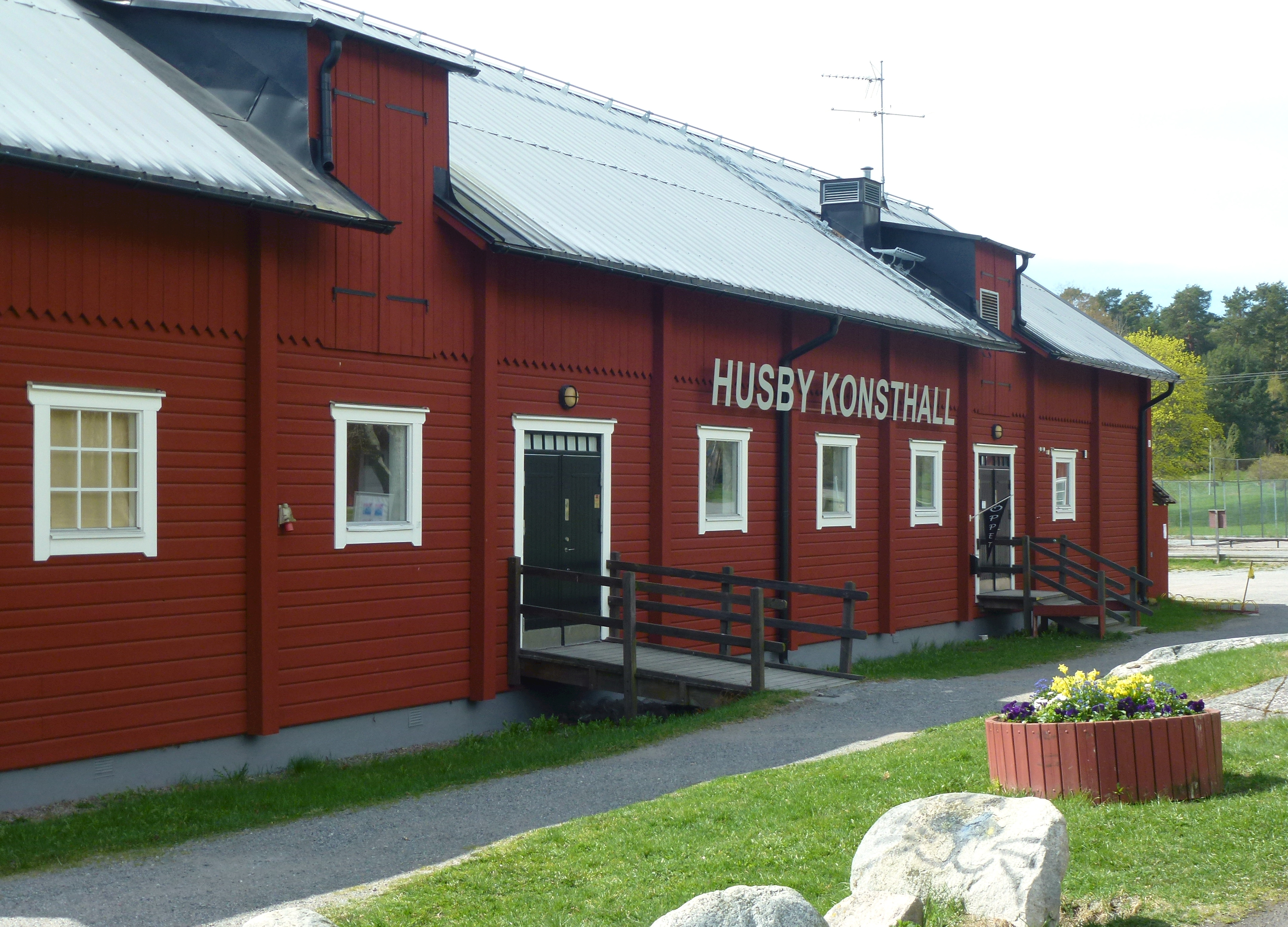
Husby konsthall
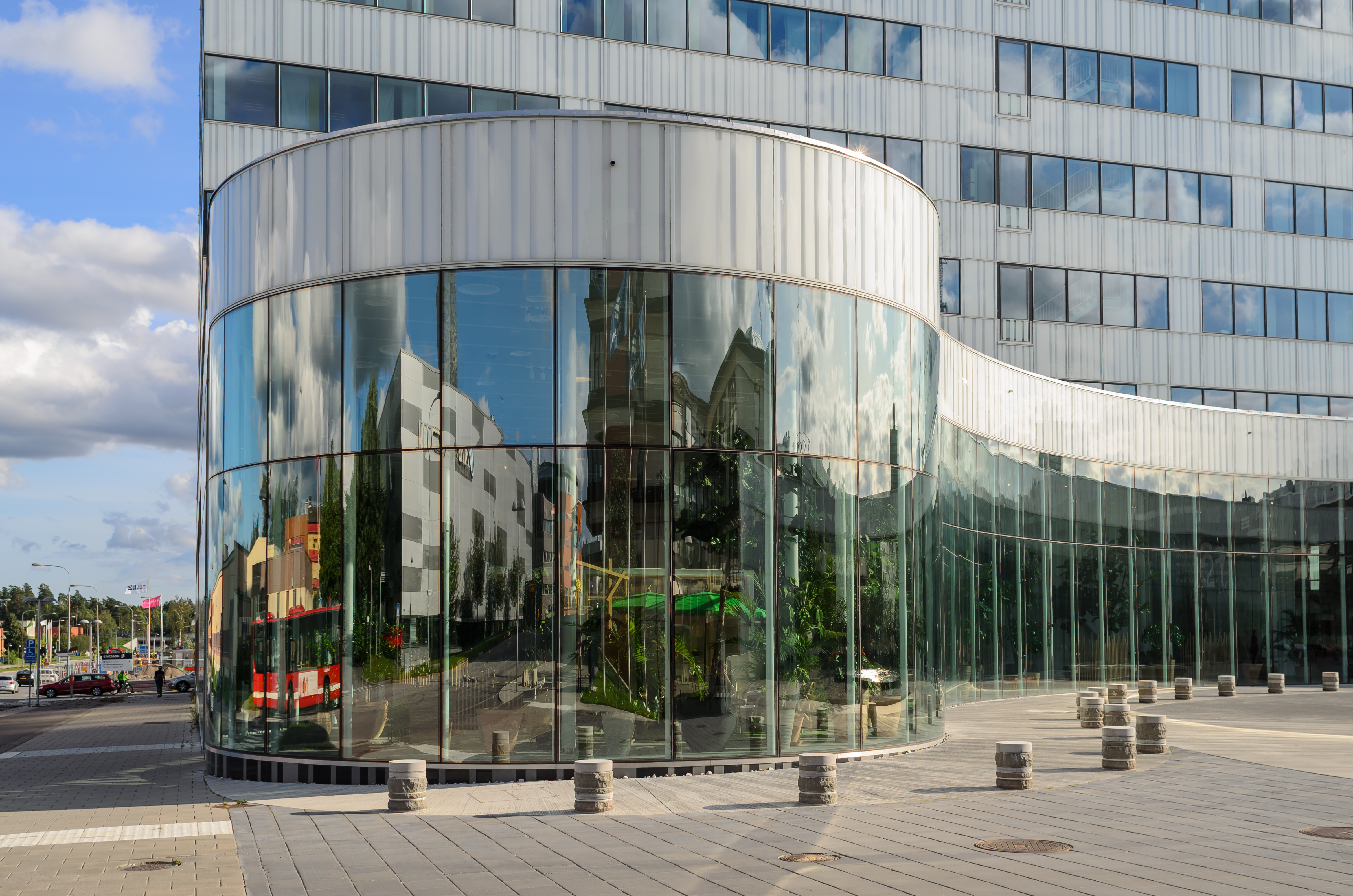
Ericssons kontor Isafjord 1 i Kista
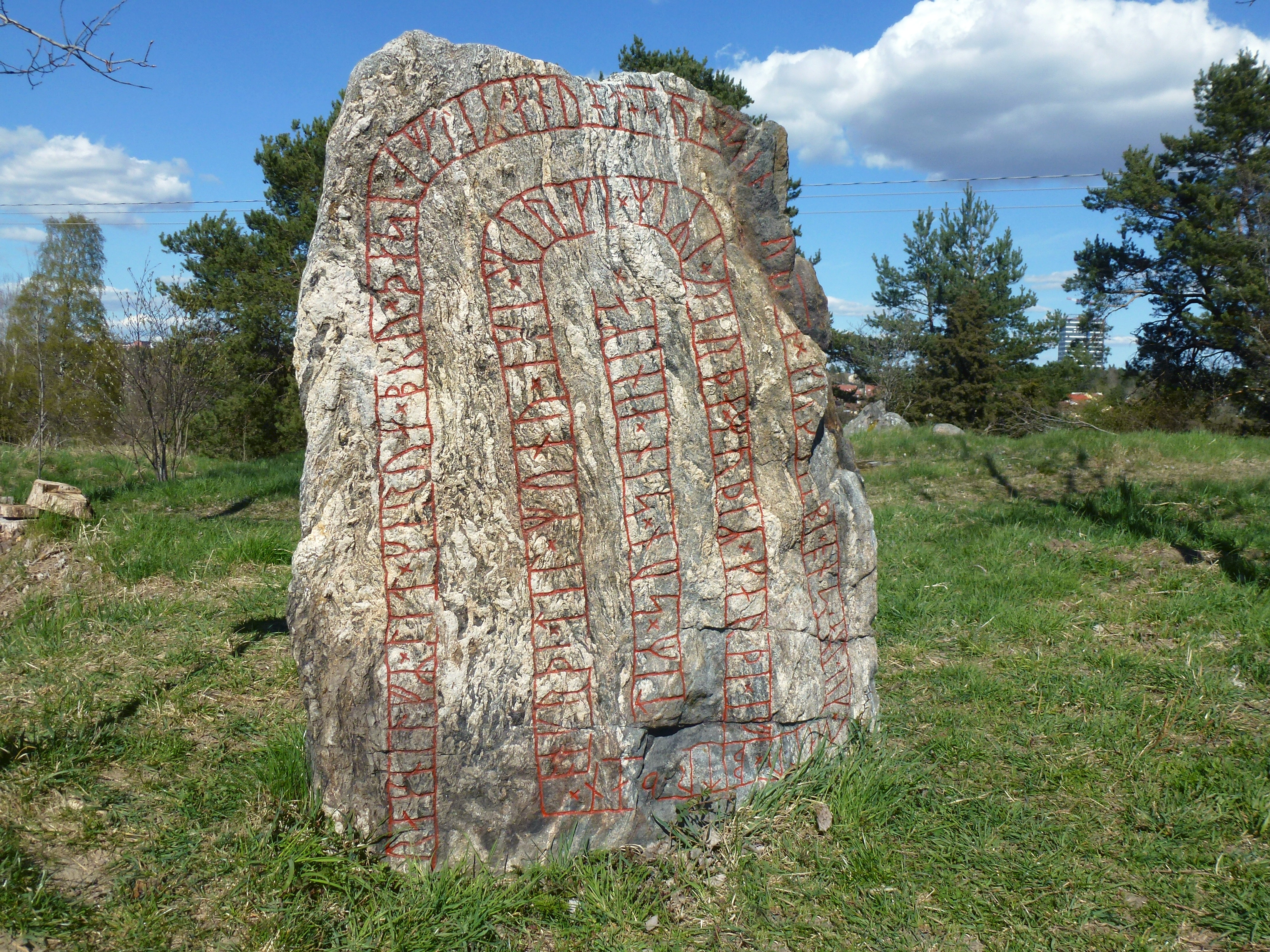
Eggebystenen vid Eggeby gård
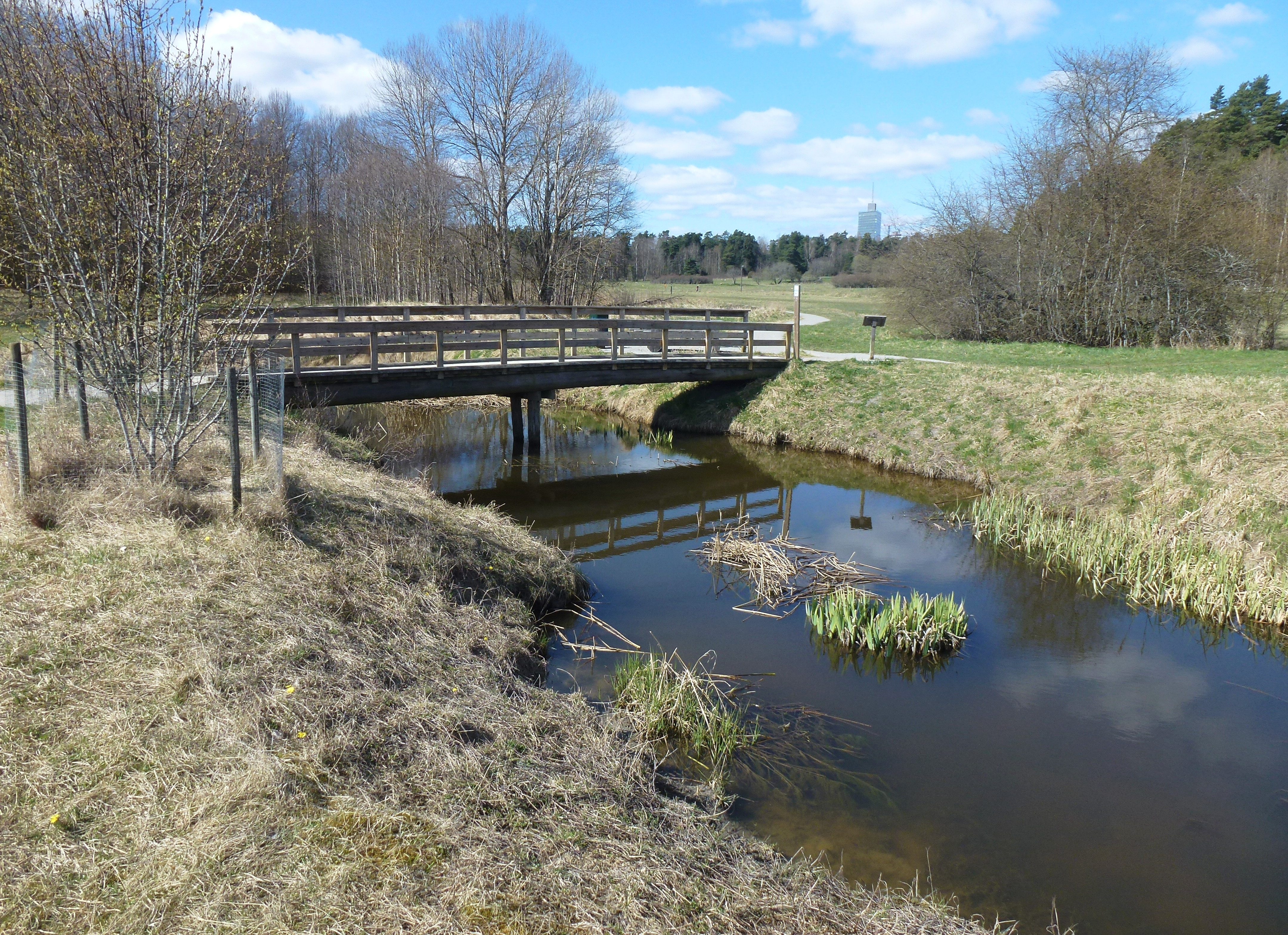
Igelbäckens naturreservat
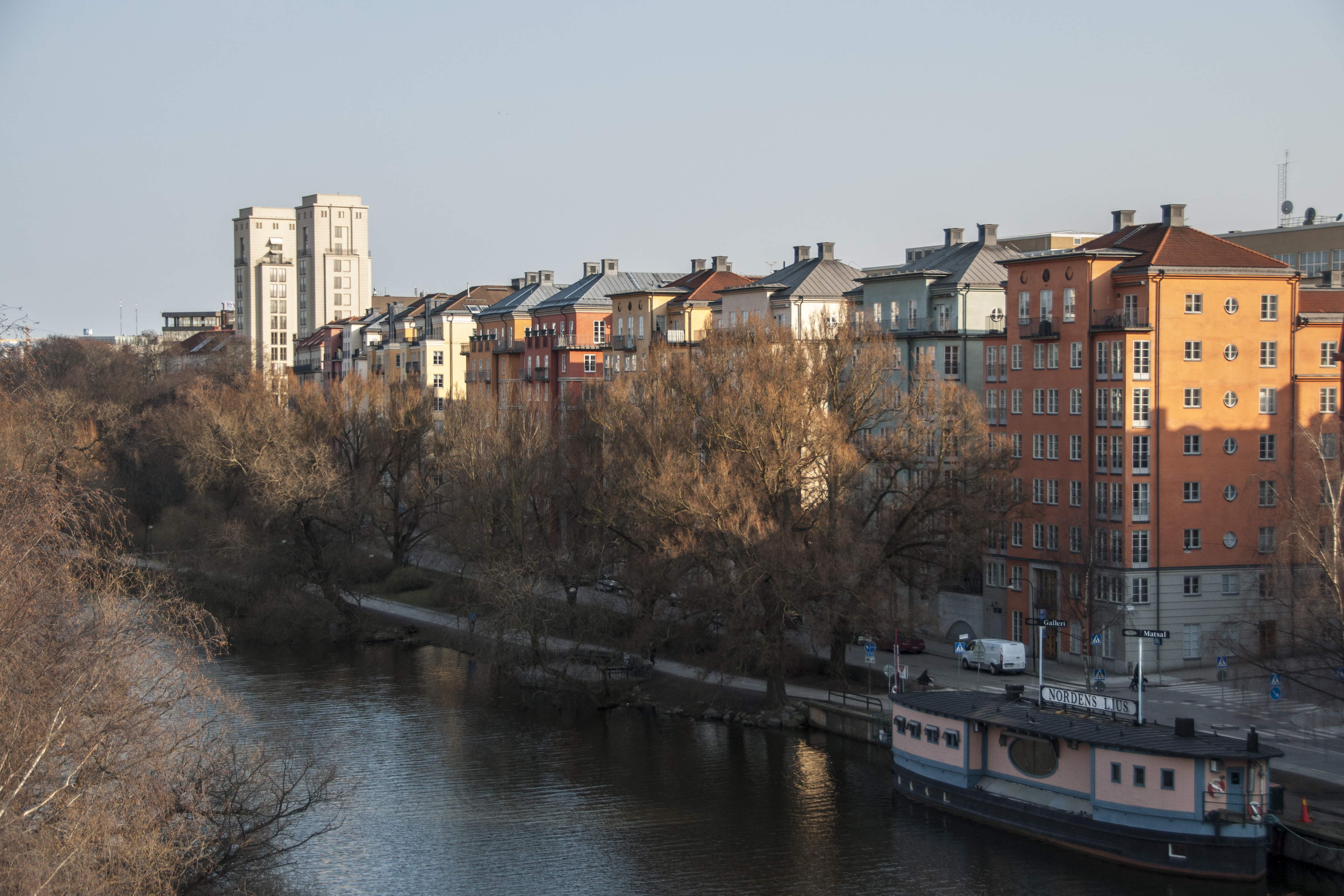
Kungsholms strand med Sankt Eriksområdet